# Gräns
Gräns is een Zweedse film uit 2018, geregisseerd door Ali Abbasi. De film was op 5 november 2018 de openingsfilm van de 39ste editie van het Noordelijk Film Festival in Leeuwarden.

## Verhaal
Tina is een Zweedse douanebeambte met een buitengewoon ontwikkeld reukvermogen, waarmee ze de gevoelens van mensen kan herkennen. Op een dag ontmoet ze Vore. Tina weet dat Vore iets verbergt, maar zelfs haar gave stelt haar niet in staat om te ontdekken wat zijn geheim is. Naarmate Tina een speciale band met Vore ontwikkelt en zijn ware identiteit ontdekt, ontdekt ze zich ook de waarheid over zichzelf.

## Rolverdeling
| Acteur           | Personage   |
| ---------------- | ----------- |
| Eva Melander     | Tina        |
| Eero Milonoff    | Vore        |
| Jörgen Thorsson  | Roland      |
| Ann Petrén       | Agneta      |
| Sten Ljunggren   | Tinas pappa |
| Kjell Wilhelmsen | Daniel      |
| Rakel Wärmländer | Therese     |
| Andreas Kundler  | Robert      |
| Matti Boustedt   | Tomas       |
| Tomas Åhnstrand  | Stefan      |
| Josefin Neldén   | Esther      |
| Henrik Johansson | Patrik      |

## Ontvangst

### Recensies
Op Rotten Tomatoes geeft 97% van de 119 recensenten de film een positieve recensie, met een gemiddelde score van 7,9/10. Website Metacritic komt tot een score van 75/100, gebaseerd op 25 recensies, wat staat voor "Generally favorable reviews" (over het algemeen gunstige recensies)
De Volkskrant gaf de film 4 uit 5 sterren en schreef: "Het zijn ijzersterke vertolkingen van unieke personages, in een film die soms wat veel tegelijk wil, maar in zijn geheel geen gelijke kent." Ook NRC gaf de film 4 uit 5 sterren.

### Prijzen en nominaties
Een selectie:
| Jaar | Evenement                               | Categorie                | Genomineerde                                      | Resultaat   |
| ---- | --------------------------------------- | ------------------------ | ------------------------------------------------- | ----------- |
| 2018 | Cannes (71ste editie)                   | Prix Un certain regard   | Gräns                                             | Gewonnen    |
| 2018 | Europese filmprijzen (31ste uitreiking) | Beste film               | Gräns                                             | Genomineerd |
| 2018 | Europese filmprijzen (31ste uitreiking) | Beste regisseur          | Ali Abbasi                                        | Genomineerd |
| 2018 | Europese filmprijzen (31ste uitreiking) | Beste scenario           | Ali Abbasi, Isabella Eklöf, John Ajvide Lindqvist | Genomineerd |
| 2018 | Europese filmprijzen (31ste uitreiking) | Beste actrice            | Eva Melander                                      | Genomineerd |
| 2018 | Europese filmprijzen (31ste uitreiking) | Beste visuele effecten   | Peter Hjorth                                      | Gewonnen    |
| 2019 | Guldbagge (54ste uitreiking)            | Beste film               | Gräns                                             | Gewonnen    |
| 2019 | Guldbagge (54ste uitreiking)            | Beste regisseur          | Ali Abbasi                                        | Genomineerd |
| 2019 | Guldbagge (54ste uitreiking)            | Beste actrice            | Eva Melander                                      | Gewonnen    |
| 2019 | Guldbagge (54ste uitreiking)            | Beste mannelijke bijrol  | Eero Milonoff                                     | Gewonnen    |
| 2019 | Guldbagge (54ste uitreiking)            | Beste scenario           | Ali Abbasi, Isabella Eklöf, John Ajvide Lindqvist | Genomineerd |
| 2019 | Guldbagge (54ste uitreiking)            | Beste montage            | Olivia Neergaard-Holm, Anders Skov                | Genomineerd |
| 2019 | Guldbagge (54ste uitreiking)            | Beste geluid             | Christian Holm                                    | Gewonnen    |
| 2019 | Guldbagge (54ste uitreiking)            | Beste grime en haarstijl | Göran Lundström, Pamela Goldammer, Erica Spetzig  | Gewonnen    |
| 2019 | Guldbagge (54ste uitreiking)            | Beste visuele effecten   | Peter Hjorth                                      | Gewonnen    |
| 2019 | Academy Awards (91ste uitreiking)       | Beste grime en haarstijl | Göran Lundström, Pamela Goldammer                 | Genomineerd |
| 2019 | Robert (36ste uitreiking)               | Beste buitenlandse film  | Gräns                                             | Gewonnen    |
| 2019 | Europese filmprijzen (32ste uitreiking) | People's Choice Award    | Gräns                                             | Genomineerd |
| 2020 | Premios Goya (34ste uitreiking)         | Beste Europese film      | Gräns                                             | Genomineerd |